# Georg Schnadel
Georg Schnadel (* 9. Dezember 1891 in Rechtis bei Kempten (Allgäu); † 26. April 1980 in Hamburg) war ein deutscher Schiffbauer und Professor für Schiffsstatik und Schiffselemente an der Technischen Hochschule Berlin (ab 1945 Technische Universität Berlin).

## Leben
Schnadel studierte von 1912 bis 1914 und 1919/20 Maschinenbau an den Technischen Hochschulen in München und Danzig. 1920 machte er sein Examen als Diplom-Ingenieur Fachrichtung Schiffbau. Von 1920 bis 1922 war er in der Werftindustrie tätig. 1923 wurde er Assistent an der TH Danzig. Nach der Promotion zum Dr.-Ing. (1925) war er ab 1926 ebenfalls in Danzig Privatdozent, dann bis 1928 wieder in der Industrie tätig. Vom 1. April 1928 bis zum 31. Oktober 1945 war Schnadel ordentlicher Professor für Statik der Schiffe und Schiffselemente im Lehrgebiet Schiffs- und Schiffsmaschinenbau an der Fakultät III für Maschinenwesen der Technischen Hochschule zu Berlin sowie von Anfang Juni 1945 bis Oktober 1945 kommissarischer Rektor dieser Hochschule.
An der Universität Hamburg wirkte Schnadel ab 1952 als Honorarprofessor. Wie schon 1939, wo Schnadel als Nachfolger von Professor Schütte schon einmal zum Vorsitzenden des Germanischen Lloyd berufen wurde, hatte Schnadel dieses Amt auch von 1952 bis 1959 inne. Er war auch Mitglied (Mitgliedsnummer 490101) des Vereins Deutscher Ingenieure (VDI).

## Ehrungen
- 1954 wurde Schnadel zum Dr.-Ing. E. h. der TH Hannover promoviert.
- 1956 Denkmünze der Schiffbautechnischen Gesellschaft in Gold
- 1961 Ehrenmitglied dieser Gesellschaft
- 1959 Träger des Großen Verdienstkreuzes des Verdienstordens der Bundesrepublik Deutschland
- 1960 Ehrensenator der Technischen Universität Berlin.